# Бад-Швартау
Бад-Швартау (нім. Bad Schwartau) — місто в Німеччині, розташоване в землі Шлезвіг-Гольштейн. Входить до складу району Східний Гольштейн.
Площа — 18,39 км2. Населення становить 20 240 ос. (станом на 31 грудня 2020).